# Opération Sonnenwende (Alsace)
Seconde Guerre mondiale
L’Opération Sonnenwende (en français : Solstice) fut une opération offensive allemande lancée en janvier 1945 et faisant partie de l’Opération Nordwind. Son objectif stratégique était une zone triangulaire délimitée par la rivière Ill et le Rhin, entre les localités d’Erstein et de Sélestat. L’extension de cette zone au nord d’Erstein, avec une tête de pont à Rhinau, devait servir de tremplin pour une avancée vers Molsheim, situé à environ 15 kilomètres plus au nord, en vue d’un éventuel encerclement de Strasbourg. L’attaque devait être lancée depuis l’extrémité nord de la poche de Colmar par une division d’infanterie allemande appuyée par une brigade blindée. Dans les premiers jours, les troupes allemandes progressèrent rapidement, allant jusqu’à encercler et détruire un bataillon français. Mais les troupes françaises présentes dans la région réussirent à empêcher les Allemands de franchir l’Ill, ce qui fit rapidement échouer l’offensive. L’avancée vers Molsheim ne fut plus évoquée.

## Introduction
Peu après le début de Bataille des Ardennes, la 3e armée américaine se concentra entièrement sur les Ardennes. La 7e armée américaine reprit alors une partie de la ligne de front de la 3e armée. En conséquence, la 1re armée française dut à son tour étendre sa ligne de front en Alsace. Pendant ce temps, les Allemands planifiaient une nouvelle offensive, l’Opération Nordwind (Fr : vent du Nord), en Alsace-Lorraine.

## Le plan allemand

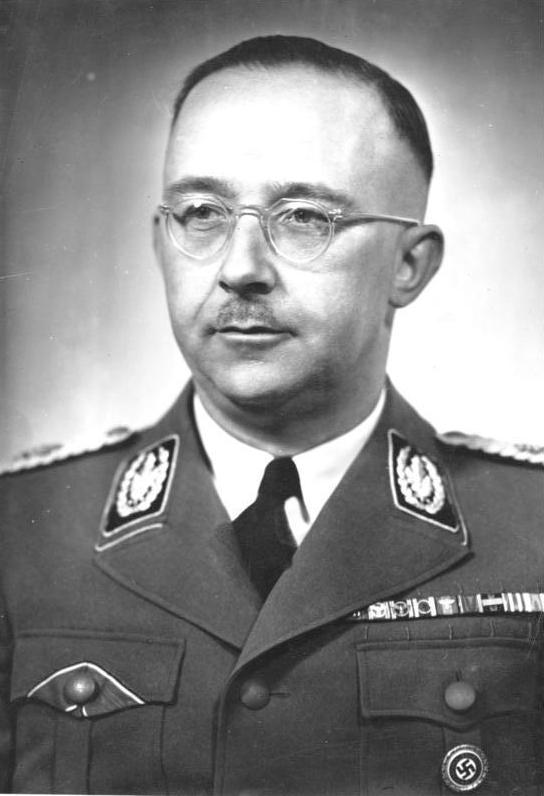
Reichsführer-SS Heinrich Himmler (ici en 1942)

Le plan de l’Opération Nordwind, élaboré fin décembre 1944, prévoyait comme principal axe d’attaque les Vosges du Nord et devait être exécuté par la 1re armée allemande. Cette attaque devait commencer le 31 décembre 1944. En parallèle, la 19e armée allemande devait mener deux attaques de part et d’autre de Strasbourg. L’une consistait en une traversée du Rhin à Gambsheim, qui débuta finalement le 5 janvier 1945. L’autre devait partir de la poche de Colmar et se diriger vers le nord, à partir du 7 janvier 1945.
Cette dernière attaque était, dans le plan initial, une opération secondaire avec des « attaques à l’échelle du bataillon ». Dans les premiers jours de janvier 1945, l’état-major du 64e corps d'armée allemand reçut l’ordre de préparer une attaque depuis la ligne Diebolsheim-Hilsenheim vers le nord. L’objectif provisoire était la rivière Ill, avec pour mission de prendre le secteur allant d’Erstein à Sélestat. Deux jours avant la date de lancement fixée au 7 janvier, la 198e division d’infanterie allemande devait mener une petite attaque sur Neunkirch, dans le but de faire des prisonniers et de recueillir des renseignements. Le plan du corps d’armée, approuvé par le haut commandement, prévoyait une attaque le long de la rive ouest du Canal du Rhône au Rhin.

## Unités engagées

### Wehrmacht
Le commandement suprême de cette opération relevait du Heeresgruppe Oberrhein, dirigé par le Reichsführer-SS Heinrich Himmler. L’exécution fut confiée à la 19e armée, sous le commandement du General der Infanterie (général de corps d'armée) Siegfried Rasp. Rasp désigna le 64e corps d’armée, dirigé par le General der Infanterie Hellmuth Thumm, pour mener l’attaque.
L’attaque principale devait être menée par la 198e division d’infanterie, sous le commandement du Generalmajor (général de brigade) Otto Schiel. Cette division comprenait trois régiments : le 305e régiment de grenadiers, le 308e régiment de grenadiers et le 326e régiment de grenadiers, avec une force de combat de 2692 hommes., Une force blindée relativement puissante fut également rassemblée, composée :
- de la 106e Panzer-Brigade Feldherrnhalle, sous le commandement de l’Oberst (colonel) Franz Bäke (remplacé à partir du 12 janvier 1945 par le Major (commandant) Bernhard von Schkopp). Cette brigade disposait (opérationnellement) de 1 Panzer IV, 3 Panthers, 1 Jagdpanzer IV et 3 Flakpanzers.[6],[7],[8]
- du Kampfgruppe Noak, sous le commandement du Major Karl-Heinz Noak. Ce groupe de combat comprenait environ la moitié de la schwere Panzerjäger-Abteilung 654, formé des Kampfgruppen Schnepf et Heyn, avec un total de 20 Jagdpanther. Deux compagnies de chasseurs de chars y furent ajoutées : la 1./Heeres-Panzerjäger-Abteilung 93 et la 1./Heeres-Panzerjäger-Abteilung 525, avec un total de 22 Nashorn. Pendant l’opération, les unités blindées de la 106e Panzer-Brigade furent également placées sous le commandement de Noak.[9]
- de la Heeres-Sturmgeschütz-Brigade 280, sous le commandement du Major Kurt Kühme. Cette brigade disposait de 12 StuG III et StuH 42.[10],[4]

En renfort, Thumm disposait de la 269e division d’infanterie (du Generalleutnant (général de division) Hans Wagner). Des éléments de cette division furent engagés pendant quelques jours, mais l’ensemble de la division fut transféré vers le front de l’Est à la mi-janvier, la rendant rapidement indisponible. Le bataillon de fusiliers 708 de la 708. Volks-Grenadier-Division était également disponible.

### Alliés

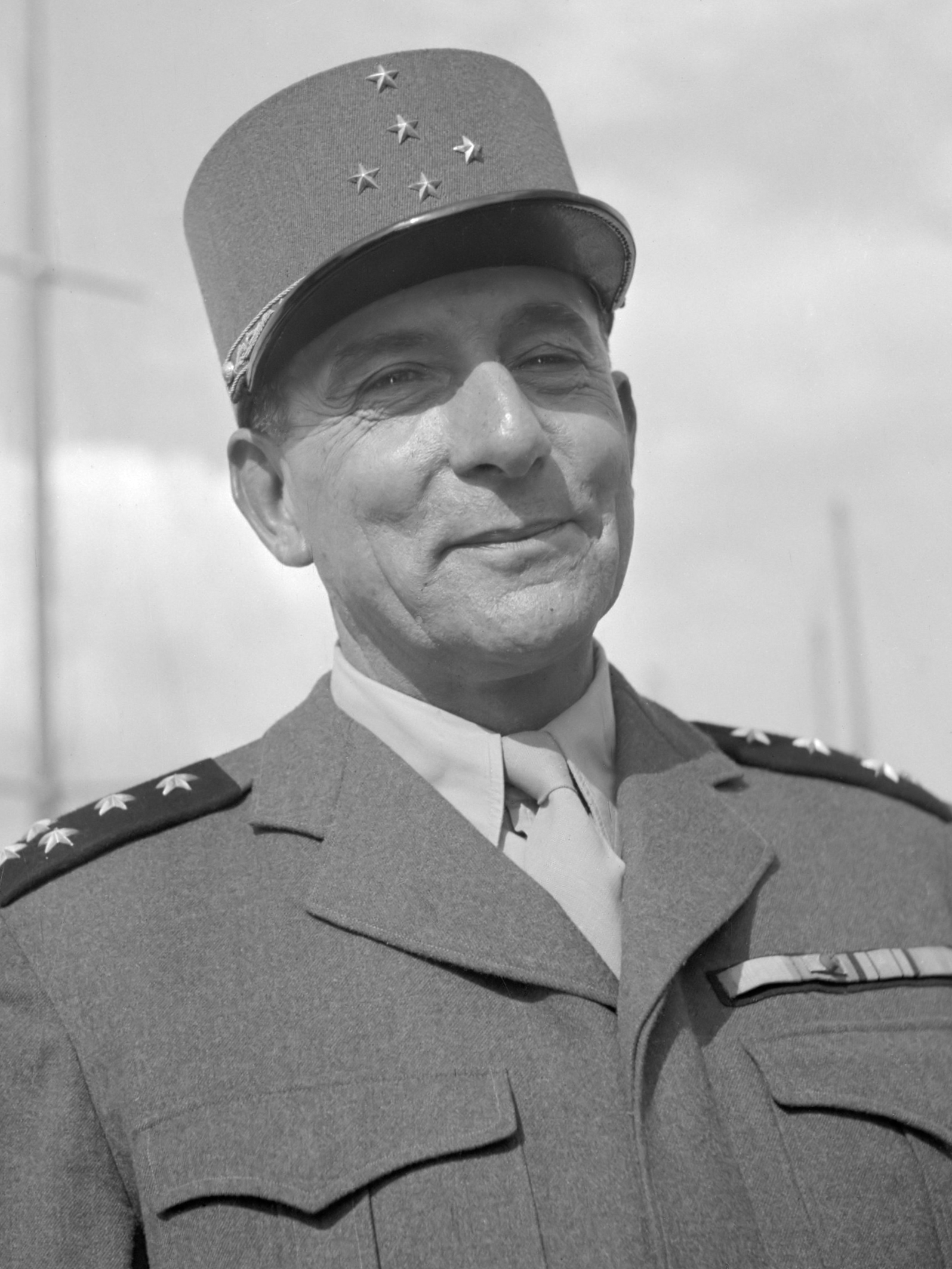
Général Jean de Lattre de Tassigny (ici en 1946)

La défense du secteur du Rhin et de la poche de Colmar relevait de la responsabilité de la 1re armée française, sous le commandement du général d’armée Jean de Lattre de Tassigny. Le secteur nord de la poche de Colmar était défendu par le 2e corps d’armée français, et le secteur concerné était occupé par la 1re division française libre (1re DFL) sous le commandement du général de brigade Pierre Garbay. Cette division n’avait repris le secteur que le 31 décembre 1944, après avoir été engagée sur la côte atlantique. Dans l’axe direct de l’attaque se trouvait la 4e brigade (commandée par le colonel Raynal). Celle-ci se composait:
- du bataillon de marche n° 21 (abrégé BM 21, commandé par le capitaine Fournier)
- du bataillon de marche n° 24 (abrégé BM 24, commandé par le commandant Pierre Coffinier)
- du bataillon d'infanterie de marine et du Pacifique (abrégé BIMP, commandé par le commandant Edmond Magendie)

D’autres éléments de la division furent engagés dans les jours suivants en soutien, ainsi que des éléments de la Brigade indépendante Alsace-Lorraine (commandée par le colonel André Malraux).

### État des troupes des deux côtés
Tant les troupes françaises qu’allemandes engagées dans les combats se trouvaient dans un état loin d’être optimal. La 1re division française libre avait perdu une grande partie de son efficacité à la fin de l’automne 1944, après que environ 6000 soldats sénégalais expérimentés (issus des troupes coloniales) furent remplacés par des membres inexpérimentés des Forces françaises de l’intérieur (FFI). Ce processus de remplacement de soldats qu’on appelait alors des « noirs » par des hommes blancs est connu en France sous le nom de « blanchiment des troupes coloniales ». La capacité de combat de la division en fut fortement affectée et, début janvier, elle n’avait pas retrouvé son niveau antérieur.
Chez les Allemands, la situation n’était guère meilleure. La 198e division d’infanterie avait subi de lourdes pertes lors de sa retraite de Provence. Celles-ci furent comblées à l’automne 1944 par deux bataillons de grenadiers, un bataillon d’infanterie de forteresse, un bataillon de mitrailleuses de forteresse, une unité de réserve navale, des restes de deux autres bataillons, des éléments d’un régiment de sécurité, des éléments d’une batterie d’artillerie navale, etc. Autrement dit, un assemblage hétéroclite de troupes d’origines diverses. La 106e Panzer-Brigade disposait au départ de l’opération de 2 Panzer IV et 12 Panthers, dont seulement 1 Panzer IV et 3 Panthers étaient opérationnels, alors qu’une brigade blindée complète devait normalement compter 36 Panthers et 11 Jagdpanzer IV. Cependant, en termes de personnel (y compris les grenadiers blindés), la brigade était à 80 % de ses effectifs. La Heeres-Sturmgeschütz-Brigade 280 ne disposait également que d’un quart de ses Sturmgeschütze organiques.
Insignes des unités les plus importantes :
|                            |
| 198e division d'infanterie |

|                    |
| 106e Panzerbrigade |

|                            |
| 4e brigade française libre |

|                              |
| 1re division française libre |

## Le déroulement de la bataille, jour après jour

### Jour 1: 7 janvier 1945
L’attaque débuta comme prévu. Le 305e régiment de grenadiers allemand, opérant sur l’aile gauche, pénétra dès 5h00 dans la forêt de Sermersheim, mais en raison de la destruction d’un pont près de Riedhof et de la résistance des avant-postes français du 11e régiment de cuirassiers, le 305e régiment ne put atteindre les lisières nord et ouest des forêts de Sermersheim et de Riedwald qu’en fin de journée. Le groupe opérant à droite (308e et 326e régiments de grenadiers) s’empara de Neunkirch vers 8h50, réalisant ainsi une percée. Le Kampfgruppe Noak put alors se déployer, traversa la Zembs, et vers 10h30, les premiers véhicules blindés apparurent devant Osthouse. Vers midi, des chars allemands apparurent au sud d’Erstein, tirèrent, puis disparurent. À 13h00, le pont du canal du Rhône au Rhin au sud de Krafft fut conquis. Plus tard dans l’après-midi, une attaque fut lancée en direction de Krafft, mais un Jagdpanther fut détruit et un autre endommagé par des tirs antichars. Une compagnie du BM 21 parvint à faire sauter le pont sur le canal de décharge de l’Ill. Les attaques ultérieures furent annulées, et les Allemands passèrent à la défensive dans ce secteur.
Derrière les chars, l’infanterie progressa et prit Witternheim vers 10h30, puis lança une attaque vers 11h00 sur Herbsheim depuis le sud-est. Cette attaque fut repoussée par les unités françaises, tout comme une nouvelle tentative à 16h30. Une autre attaque allemande fut repoussée durant la nuit avec l’aide de trois chars légers du 1er Régiment de Fusiliers Marins (1er RFM).
Pendant la journée, dans la zone située entre le canal Rhône-Rhin et le Rhin, seuls des combats eurent lieu avec les troupes allemandes occupant Rhinau et Friesenheim, après que les Français se furent repliés sur Boofzheim. Pour le BM 24, la situation resta calme jusqu’à ce que, en début d’après-midi, deux véhicules blindés allemands (probablement les deux Jagdpanther mentionnés précédemment) soient signalés au nord-ouest de Gerstheim. Le BM 24 reçut l’ordre de rester en position, en prévision d’une contre-attaque via les routes Osthouse-Gerstheim et Sand-Obenheim. Bien que ces actions n’étaient que des reconnaissances, les Allemands réagirent immédiatement et ralentirent leur progression vers le nord, pour se concentrer davantage sur Sand et Benfeld. En fin de journée, la 1re DFL renforça le secteur avec les moyens disponibles, en particulier avec les restes du Combat Command 5 de la 5e division blindée française , et le BM 11 (2e brigade) fut rapidement relevé par des troupes américaines. Dans la soirée, Himmler donna l’ordre de renforcer les attaques en direction de Benfeld, puis de progresser vers le nord-ouest, en direction de Molsheim.

### Jour 2: 8 janvier 1945

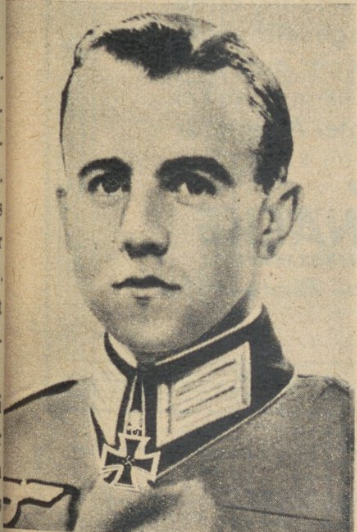
Karl-Heinz Noak, ici en tant que Oberleutnant en 1942

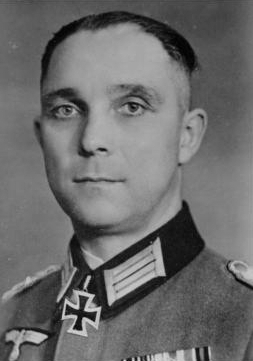
Franz Bäke, ici en tant que Major en Février 1944

Malgré leurs efforts, les Allemands ne réalisèrent que des progrès limités, tandis que les troupes françaises lancèrent leurs premières contre-attaques sérieuses. Après avoir passé la nuit à Krafft, le Kampfgruppe Noak progressa lentement sur la route Sand-Obenheim. Le soir, le 326e régiment de grenadiers, malgré le soutien des chars, ne put aller au-delà de la forêt de Pfifferwald, se heurtant sur cet axe aux tentatives françaises de rétablir la liaison avec le BM 24. À 9h00, un détachement français tomba sur des chars allemands et dut se replier. À 14h15, une action menée par des éléments du BM 11 connut le même sort. Plus au nord, les Allemands tentèrent en vain d’attaquer le pont d’Osthouse à 7h30, 11h00 et 12h30. Une attaque française vers 10h15 sur la route Osthouse-Gerstheim échoua également. Dans l’après-midi, le même détachement, renforcé par le BM 11, avança jusqu’à la lisière est de la forêt d’Osthouse, avant de recevoir l’ordre de se replier. Les offensives françaises échouèrent également dans la soirée.
La liaison avec le BM 24 ne put être rétablie, mais l’avancée allemande vers Sand fut également temporairement stoppée. Le commandement allemand se montra insatisfait de l’agressivité de ses troupes blindées, et le Major Noak fut remplacé par l’Oberst Franz Bäke.
Toute la journée, Rossfeld et Herbsheim furent bombardés, et à l’ouest, les Allemands étendirent leur occupation des forêts. À l’est du canal Rhône-Rhin, Daubensand fut perdu, et un bataillon allemand traversa le Rhin à hauteur de Gerstheim. Le commandant du BM 24 envisagea alors un repli vers le nord. À 20h00, il obtint l’autorisation de rejoindre Gerstheim après avoir récupéré les troupes françaises de Boofzheim. Mais dans la nuit, le BM 24 reçut l’ordre de rester à Obenheim.

### Jour 3: 9 janvier 1945
Ce fut une journée cruciale. La liaison entre les groupes de Pfifferwald (326e régiment de grenadiers) et de Hirtzwald fut rompue, coupant toute communication avec les forces françaises basées à Rossfeld et Herbsheim. Le Kampfgruppe Noak avança vers l’Ill, au sud de Heussern. C’est contre cette progression que les nouvelles tentatives de libération du BM 24 allaient se heurter. Un groupe mixte français (BM 11 – CC 5) lança une attaque vers 9h30 sur l’axe Sand-Obenheim et atteignit vers 15h00 la lisière est de la forêt de Pfifferwald. Vers 17h00, une vingtaine de chars allemands apparurent devant Ehl, sans infanterie. Devant la double menace, un possible franchissement de l’Ill ou une attaque directe, le groupe français se replia.
Les intentions allemandes à l’égard du BM 24 devinrent de plus en plus claires avec le lancement de l’attaque sur Obenheim . Précédée d’un intense bombardement d’artillerie, la compagnie 1./308 atteignit vers 15h30 les faubourgs nord de Gerstheim, lança une attaque avec deux compagnies et trois Jagdpanther, et encercla le village. La garnison française (environ 100 hommes de la Brigade indépendante Alsace-Lorraine) se replia vers le nord. Le BM 24 se retrouva ainsi isolé. Pour éviter sa destruction, un ordre de repli immédiat aurait dû être donné. Mais le haut commandement français, jusqu’au général de Lattre, continua à débattre du maintien du bataillon sur place, allant même jusqu’à envisager des reconnaissances et des attaques sur la rive est du Rhin. Pendant que le commandement français tergiversait, l’état-major de la 19e armée allemande s’inquiétait d’une action locale, puisque des éléments des 1er et 3e escadrons du 1er RFM partis l’après-midi de Benfeld vers Herbsheim, percèrent les lignes ennemies, établirent le contact avec la garnison d’Obenheim, livrèrent vivres et munitions, évacuèrent les blessés, puis revinrent à leur point de départ. Dans le même temps, le commandant de la 1re DFL était confronté à une nouvelle inquiétude : le BIMP était épuisé. Comme l’abandon de Rossfeld et Herbsheim n’était pas envisagé, un renfort ou une relève devait être prévu pour le 10 janvier. Heureusement, la 1re brigade de la Légion Étrangère (1re BLE) venait d’être relevée par les Américains et était disponible.

### Jour 4: 10 janvier 1945

#### Sort de la garnison d’Obenheim
À partir de 7h30, l’artillerie allemande intensifia ses tirs sur Obenheim,à 9h00, des tracts furent largués, et vers 10h00, deux parlementaires français furent renvoyés. Vers 14h00, des Marauders larguèrent 72 conteneurs, dont une grande partie fut perdue. L’intervention des avions du 1er corps aérien français et du XII TAC apporta un soulagement temporaire. L’attaque allemande sur la ville était planifiée depuis quatre directions : du nord avec la 1./308 (Oblt. Heinrich Meschede) et six Jagdpanther (KG Heyn), du nord-est, du sud-est, et du sud avec trois compagnies (4./5./6.) du bataillon de Panzergrenadier 2106, Panzer-KG te Heesen (106), SPW-Bataillon Bennwitz (106), Panzer KG Kühme (StugBrig 280), KG von Brunn (198. ID). À la dernière minute, un bataillon SS et deux Sturmgeschütze renforcèrent l’attaque depuis le sud (les troupes SS venaient du SS–Régiment Radolfzell). L’attaque débuta à 10h00, mais fut contenue. La menace se matérialisa au nord, où l’infanterie allemande, soutenue par des chars, put infiltrer le village après avoir détruit deux canons M1 antichars de 57 mm. Vers 19h30, le commandant du 64e corps d’armée allemand arriva sur place et l’attaque reprit. Une brèche fut ouverte dans la défense sud, réduisant progressivement le périmètre défensif. Après la destruction des documents et du matériel, l’ordre de cessez-le-feu fut donné pour 21h30. Les Allemands firent 569 prisonniers, dont 17 officiers, et décomptèrent 80 blessés et 20 morts parmi les forces françaises. Deux officiers et un officier de liaison purent s’échapper, cinq soldats se cachèrent dans les ruines. Le BM 24 cessa ainsi d’exister. La consternation parmi les Français était grande.

#### Replacement des garnisons de Herbsheim et Rossfeld
Après un bombardement des positions allemandes de Herbsheim et Rossfeld par 13 avions français, un détachement français, composé de véhicules blindés du CC 5 sous le commandant de Mosier et du 2e bataillon du 1er régiment de Parachutistes, s’élança de Benfeld et Huttenheim à 16h00, repoussa l’ennemi et ouvrit la voie. La 1re BLE put atteindre les deux localités et en chasser les Allemands à partir de 17h30.
À 20h00, les premiers éléments étaient prêts et le BIMP effectua le mouvement inverse. À 5h00 du matin, tout était terminé, seule l’artillerie allemande était intervenue. Le succès français était manifeste : en plus de la reprise des deux villages, les unités allemandes avaient subi de lourdes pertes (139 morts et disparus).

### Jour 5: 11 janvier 1945
Après que Himmler eut critiqué la manière dont le 64e corps d’armée et la 198e division d’infanterie avaient conduit les opérations, il exigea que le Général Rasp prenne lui-même le commandement depuis un poste avancé. Sa tâche fut facilitée par l’engagement d’une grande partie de la 269e division d’infanterie (le 469e régiment de grenadiers, toute l’artillerie, diverses autres unités), ainsi que par des tirs d’artillerie ciblant Benfeld depuis des positions situées à l’est du Rhin. Les événements évoluèrent alors beaucoup plus favorablement pour les Allemands. La brèche dans le front au sud-est de Benfeld fut comblée, la liaison autour des deux points d’appui renforcée, et la ligne avancée consolidée près de la rive orientale de l’Ill. Des unités de la 269e division d’infanterie prirent en charge la partie sud et sud-est du secteur. Cela permit de libérer des éléments du Kampfgruppe Noak, qui effectuèrent une percée vers Ziegelscheuer, traversèrent la Lutter et ne furent arrêtés que par la destruction du pont sur l’Ill ; Benfeld ne se trouvait plus qu’à 500 mètres.
Dans la nuit du 11 au 12 janvier, les positions du 1er BLE et du BM 11 à Herbsheim et Rossfeld furent finalement évacuées. Après avoir neutralisé le matériel lourd, les troupes françaises reculèrent sur leurs lignes arrière le long de l’Ill et furent en sécurité à 6h00 du matin.

### Jour 6: 12 janvier 1945
Ce jour-là, les Allemands réussirent finalement à établir une ligne de défense le long de la rive orientale de l’Ill, dans la zone définie par le plan initial. Au sixième jour des combats, l’objectif fut atteint ; toutefois, la destruction des troupes ennemies entre le Rhin et l’Ill ne fut pas achevée, et aucun pont ne put être établi. Herbsheim fut capturée à 8h30 et Rossfeld à 11h15. Les survivants de la 1re BLE renforcèrent la défense autour de Benfeld, tandis que les Allemands restaient actifs au nord : occupation de la partie sud de Krafft et attaques à 3h00 et 6h30 sur le pont d’Osthouse. Ce pont avait été détruit à 1h00 sur ordre du commandement, à titre de précaution. En fin de journée, la 1re DFL s’était entièrement regroupée en position défensive derrière l’Ill, sur une ligne qu’elle avait espéré occuper six jours plus tôt avec des unités intactes.

### Jour 7: 13 janvier 1945
Après que l’état-major de la 19e armée eut tenté de renforcer sa ligne de résistance par une série d’actions offensives ciblées, il dut, en fin d’après-midi, renoncer à toute offensive de quelque ampleur que ce soit. En effet, Rasp reçut l’ordre de préparer la 269e division d’infanterie à un transfert hors du secteur de l’armée, cette division devant être envoyée d’urgence sur le front de l’Est. En compensation, un bataillon d’alerte venu de Colmar et deux bataillons de gardes-frontières venus d’Allemagne furent affectés temporairement à la bataille. Le bruit des chars et le retrait de la 269e division d’infanterie donnèrent momentanément aux Français l’impression qu’une attaque était imminente.

### Jours 8 à 10: 14–16 janvier 1945
La 198e division d’infanterie reçut à nouveau la responsabilité des fronts nord et nord-ouest de la poche de Colmar. Bien qu’elle ait perçu quelques renforts d’infanterie, presque tout son soutien blindé lui fut retiré et envoyé, le 16 janvier, vers le nord de Fribourg-en-Brisgau. Le 15 janvier, les premiers éléments de la 269e division d’infanterie partirent pour la Silésie. Après l’échec final au pont piétonnier de Huttenheim le 14 janvier, les forces allemandes se limitèrent désormais à défendre et à renforcer la ligne de l’Ill, ainsi qu’à mener des activités de reconnaissance. Du côté français, on constata une diminution, puis un arrêt complet de l’agressivité ennemie, ce qui n’empêcha pas les forces françaises de continuer à prendre toutes les mesures défensives possibles.

## Conclusion

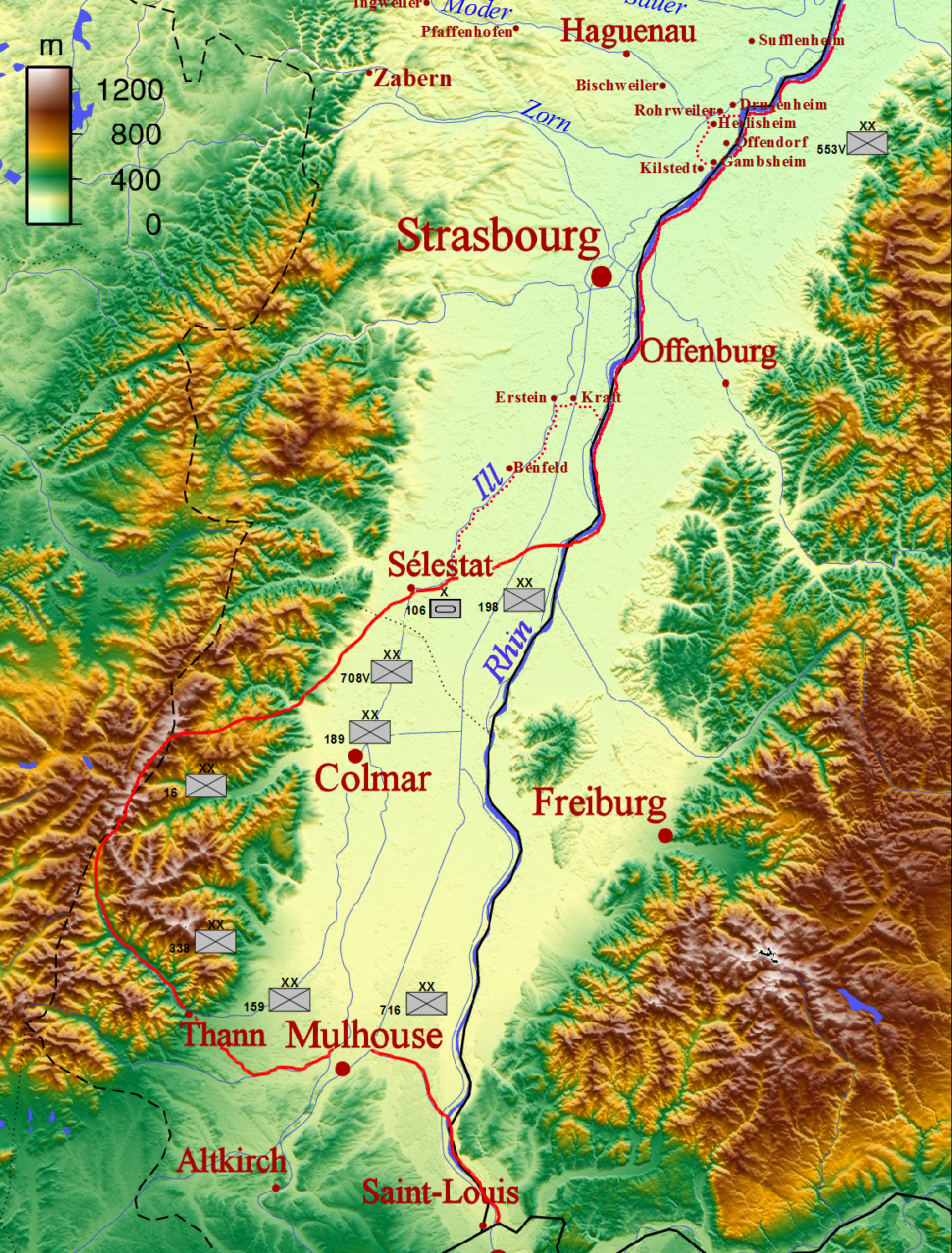
L'opération sur le côté nord de la poche de Colmar (pointillé rouge).

Considérée dans le cadre du projet offensif de l’Opération Nordwind, l’Opération Sonnenwende fut un échec, car elle n’a pas mis en danger les forces alliées -ou Strasbourg-, et elle n’a pas créée de pertes irréparables. Toutefois, sous l’aspect d’une opération locale, on peut la considérer comme un succès limité. L’objectif fixé — atteindre l’Ill et détruire les forces ennemies — fut atteint, mais avec des restrictions : aucun pont ne fut établi, et une partie des troupes encerclées parvint à s’échapper. Les résultats obtenus se firent également au prix d’un affaiblissement important des forces engagées et d’un allongement inutile (environ 12 km) du front.
Les troupes allemandes, hétérogènes, sans officiers expérimentés, courageuses mais sans réelle résilience, accomplirent leur devoir, mais sans aller au-delà (il y eut d’ailleurs de nombreux « disparus »).
Bénéficiant de conditions plus favorables (abris sur les positions), les troupes françaises remplirent également leur mission. Les chefs de petites unités jouèrent un rôle essentiel en prenant, dès le premier jour, des initiatives réussies pour rétablir la ligne de défense et en parvenant à maintenir la cohésion de leurs formations encerclées. Le commandement allemand évalua d’ailleurs son adversaire de manière impartiale : « Les renforts sont composés de classes très jeunes ; leur formation brève est en partie compensée par un corps d’officiers et de sous-officiers aguerris. Les éléments qui se sont sentis encerclés entre le 7 et le 12 janvier ont bien combattu. »

### Le temps
L’hiver 1944/1945 fut rigoureux dans cette région, avec des gelées nocturnes descendant jusqu’à –20 °C en janvier 1945, et une couche de neige atteignant localement un mètre. Il y eut également de fréquents brouillards épais. En raison de ces sévères conditions hivernales, l’influence normalement très forte des forces aériennes alliées fut réduite au minimum, ce qui joua en faveur des Allemands.

## Pertes
Sur le plan humain, les deux camps subirent de lourdes pertes par rapport aux troupes engagées.
Côté français : pour la 1re DFL, entre le 3 et le 17 janvier, on compta 99 morts, 389 blessés et 906 disparus (la plupart provenant du BM 24). En outre : Brigade indépendante Alsace-Lorraine : environ 40 pertes, CC 5 : 8 morts, 20 blessés, 12 disparus et régiment d’artillerie coloniale d’AOF (RACAOF) : 2 morts, 3 blessés, 6 disparus.
Côté allemand, pour les différentes unités entre le 7 et le 12 janvier : 115 morts, 391 blessés, 155 disparus, répartis comme suit:
| Unité            | Morts     | Morts     | Morts  | Blessés   | Blessés   | Blessés | Disparus  | Disparus  | Disparus |
| Unité            | Officiers | Sous-off. | Hommes | Officiers | Sous-off. | Hommes  | Officiers | Sous-off. | Hommes   |
| ---------------- | --------- | --------- | ------ | --------- | --------- | ------- | --------- | --------- | -------- |
| 198. ID          | 3         | 19        | 55     | 10        | 34        | 228     | 5         | 17        | 95       |
| PzBrigade 106    | 1         | 4         | 4      | 2         | 4         | 38      | 0         | 3         | 15       |
| Füs. Btl 708     | 1         | 1         | 9      | 0         | 6         | 21      | 0         | 3         | 17       |
| StuGeschBrig 280 | 1         | 0         | 2      | 0         | 4         | 5       | 0         | 0         | 0        |
| sPzJgAbt 654     | 0         | 0         | 5      | 2         | 2         | 7       | 0         | 0         | 0        |
| Nashorn-Kp 525   | 0         | 0         | 0      | 0         | 0         | 0       | 0         | 0         | 0        |
| Nashorn-Kp 93    | 0         | 0         | 0      | 1         | 3         | 10      | 0         | 0         | 0        |
| Totaal           | 6         | 24        | 75     | 16        | 56        | 319     | 5         | 23        | 127      |

Pertes matérielles :
Les pertes matérielles furent nettement plus importantes du côté français, en raison de l’évacuation forcée des points d’appui. L’engagement des éléments blindés français entraîna la perte totale de 4 chars moyens, 2 chars légers, 6 chasseurs de chars et 1 véhicule blindé.
Côté allemand : 9 véhicules furent détruits. Environ 45 véhicules durent être réparés (15 à long terme, 30 à court terme).

## Anecdote
Une rue de Strasbourg porte le nom du BM 24 : Rue du Bataillon de Marche 24.